# Vincent Doukantié
Vincent Doukantié (Clichy, 1º aprile 1977) è un allenatore di calcio ed ex calciatore maliano, di ruolo centrocampista.

## Caratteristiche tecniche
Era un mediano.

## Carriera

### Giocatore

#### Nazionale
Ha debuttato in Nazionale il 14 ottobre 2001, nell'amichevole Mali-Marocco (2-1), gara in cui ha siglato la rete del momentaneo 1-0 al 5º minuto di gioco. Ha partecipato, con la Nazionale, alla Coppa d'Africa 2002. Ha collezionato in totale, con la maglia della Nazionale, 18 presenze e due reti.

### Allenatore
Ha cominciato la propria carriera da allenatore nel 2012, alla guida del Red Star. Nella stagione 2013-2014 ha allenato le giovanili del Red Star. Nel 2014 è diventato tecnico della squadra riserve del Red Star. Nel 2015 il Red Star lo nomina coordinatore sportivo. Il 21 luglio 2017 è stato nominato vice allenatore del Red Star. Il 28 marzo 2019 il Red Star lo ha nominato allenatore della prima squadra. Ha mantenuto l'incarico fino al 24 aprile 2019, per poi tornare al ruolo di vice allenatore.

## Palmarès

### Giocatore

#### Club

##### Competizioni nazionali
- Coppa di Francia: 1

Strasburgo: 2000-2001